# Karl von Bardeleben (Mediziner)

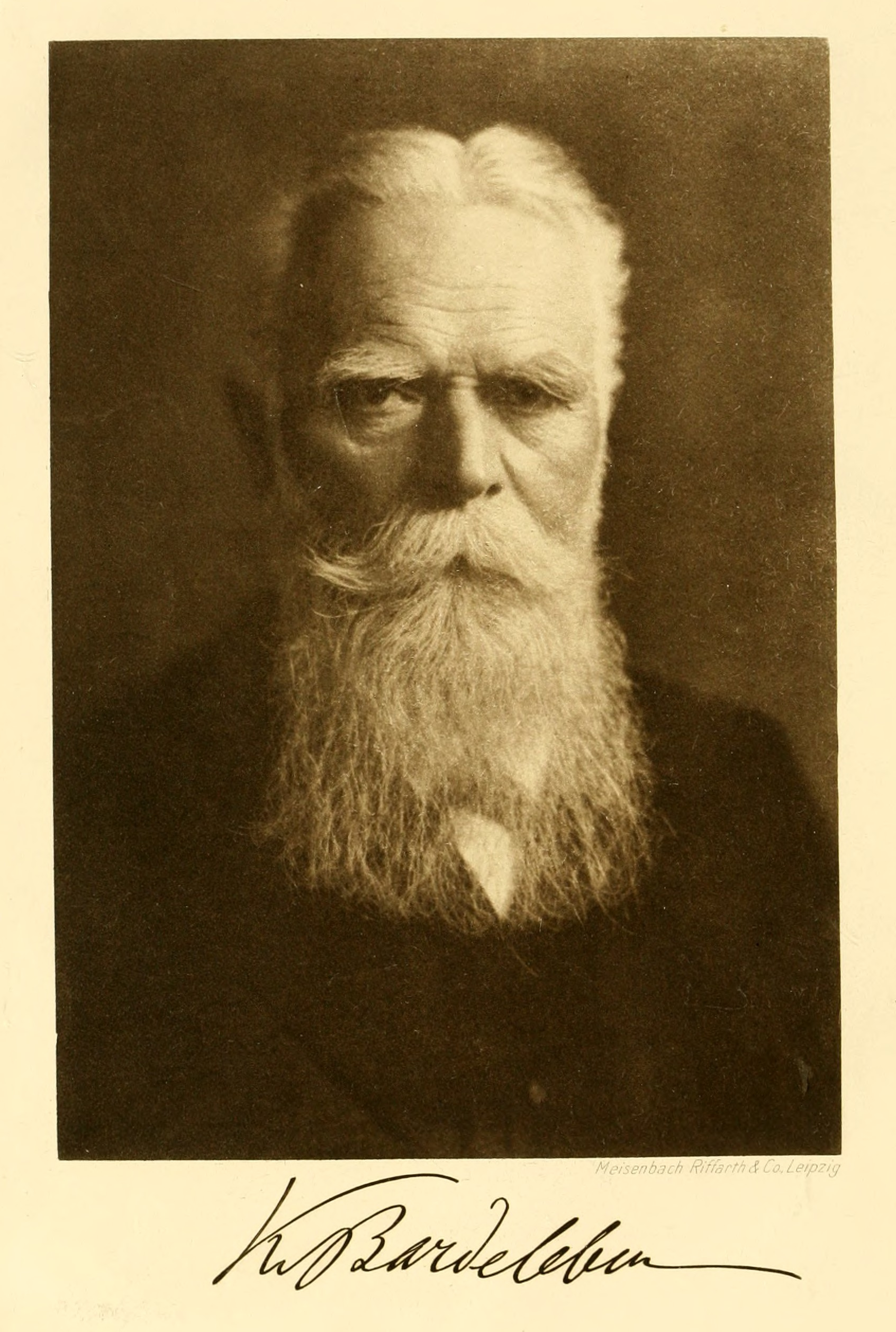
Karl von Bardeleben

Karl Heinrich Bardeleben, seit 1891 Karl von Bardeleben, (* 7. März 1849 in Gießen; † 19. Dezember 1918 in Jena) war ein deutscher Anatom und Hochschullehrer in Jena.

## Leben
Der Sohn des Chirurgen Heinrich Adolf von Bardeleben (1819–1895) studierte in Greifswald, Heidelberg, Berlin und Leipzig. Er nahm als Feld-Assistenzarzt am Deutsch-Französischen Krieg 1870/71 teil und war Assistent bei seinem Vater und v. Esmarch im Barackenlazarett Berlin. Er wurde 1871 in Berlin promoviert und legte 1872 das Staatsexamen ab. Anschließend ging er nach Leipzig, wo er Assistent von Wilhelm His wurde.
Karl von Bardeleben ging 1873 an die Universität Jena, zunächst als Prosektor, ab 1878 als außerordentlicher und ab 1898 als ordentlicher Professor. Im selben Jahr wurde er zum Geheimen Hofrat und zum Oberstabsarzt I. Klasse der Reserve à la suite des Königlich Sächsischen Sanitätskorps ernannt. 1899 wurde er Generaloberarzt à la suite. 1883 wurde er in die Deutsche Akademie der Naturforscher Leopoldina gewählt. Nach der preußischen Nobilitierung seines Vaters 1891 trug auch er den Adelstitel von Bardeleben. 1892 veröffentlichte er die gesammelten anatomischen Arbeiten von Johann Wolfgang von Goethe.
Seit 1905 war er Corpsschleifenträger der Thuringia Jena.
Seine Ehefrau war Camilla Küster aus Leipzig, das Ehepaar hatte vier Töchter, von denen Johanna Sophie sehr früh verstarb. Der einzige Sohn der Familie, Walter, wurde der Jurist.

## Werke
- Beiträge zur Anatomie der Wirbelsäule. Jena 1874.
- Anleitung zum Präparieren der Muskeln, Fascien und Gelenke. Gustav Fischer, Jena 1882.
- Anleitung zum Praeparieren auf dem Seciersaale. 1884.
- Die Anatomie des Menschen. I. Teil: Allgemeine Anatomie und Entwickelungsgeschichte. 2. Auflage, Teubner, Leipzig 1913. (Digitalisat der Universitäts- und Landesbibliothek Düsseldorf)
- Beiträge zu Albert Eulenburgs Real-Encyclopädie der gesammten Heilkunde, 2. Auflage.
  - Band 1 (1885) (Digitalisat), S. 625–627: Aponeurose
  - Band 2 (1885) (Digitalisat), S. 405–413: Bauchhöhle; S. 695–710: Bindegewebe

## Herausgeber
- mit Heinrich Haeckel: Atlas der topographischen Anatomie des Menschen. Topographie des Gehirns und des Rückenmarks. Unter Mitwirkung von Dr. Fritz Frohse, mit einem Beitrag von Prof. Dr. Theodor Ziehen. Jena 1894 [4. Aufl. 1908].
- Handbuch der Anatomie des Menschen. 8 Bände. Gustav Fischer, Jena 1896.

## Literatur

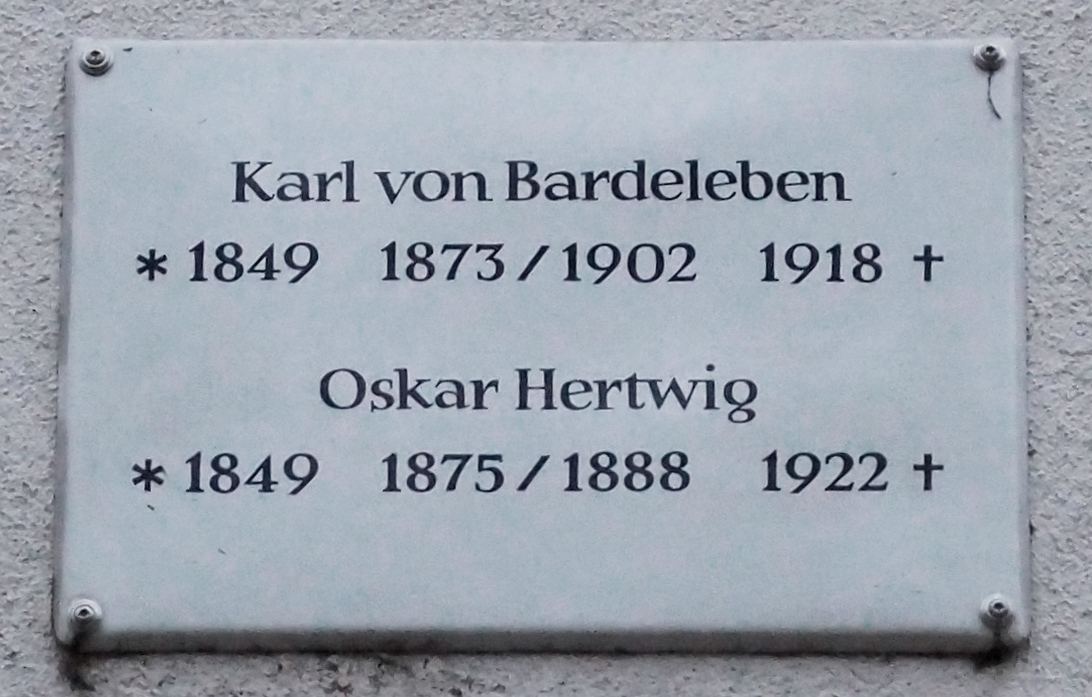
Tafel für Karl von Bardeleben in Jena, Teichgraben 7